# Le Pertre
Le Pertre (tiếng Breton: Ar Perzh) là một xã của tỉnh Ille-et-Vilaine, thuộc vùng Bretagne, miền tây bắc nước Pháp.

## Dân số
Người dân ở Le Pertre được gọi là Pertrais.
| 1761                                            | 1791 | 1911 | 1921 | 1962 | 1968 | 1975 | 1982 | 1990 | 1999 |
| ----------------------------------------------- | ---- | ---- | ---- | ---- | ---- | ---- | ---- | ---- | ---- |
| ~3000                                           | 2200 | 1911 | 1508 | 1277 | 1376 | 1270 | 1335 | 1326 | 1361 |
| Starting in 1962: Population without duplicates |      |      |      |      |      |      |      |      |      |